# Henry Jacob Lørup
Henry Jacob Lørup (født 30. december 1867 i København, død 11. september 1898 sammesteds) var en dansk maler uddannet hos Valdemar Sichelkow i 1885, af Malthe Engelsted i 1886 og på Zahrtmanns Skole i perioden 1887-90.
Kristian Zahrtmann var betaget af Lørup, som blev den første elev han tog med til Civita d'Antino i Italien og dermed blev en del af kunstnerkolonien dér. Året efter var han i Ravello ved Amalfikysten. 
Lørups malerier fra Italien er koloristisk fornemme værker. Med lysende, rene farver skildrer han de gulrøde huse i det stærke lys. Portrætterne skildrer personerne i et kendetegnende miljø, som for eksempel faderen i sin dagligstue eller malere ved staffeliet udendørs. Lørup malede desuden motiver fra væddeløbsbanen, ridehuset og københavnske cafeer. Han var en særpræget koloristisk begavelse med en lille produktion på grund af hans tidlige død.
| - Værker af Henry Lørup - Palazzo Ferrante i Civita d'Antino, 1890 - Piger på vej til brønden efter vand ved middagstid. Cività d'Antino, 1890 - Maleren Harald Holm, 1891 |